# Río Jabl
El río Jabl (del ruso: Хабль) es un río del krai de Krasnodar, en el sur de Rusia, afluente del río Kubán.

## Curso
Tiene una longitud de 35 km. Nace en el monte Ubinsu, en el sur del raión de Abinsk, 8 km al noroeste de Novosadovi. Lleva predominantemente dirección norte-nordeste, Atraviesa Novi, Sinegorsk, Jolmskaya y Pervomaiski. En su curso bajo se divide en dos distributarios, uno hacia el Sujói Aushedz (distributario del Kubán) y el otro hacia el propio Kubán (se seca).
Provoca inundaciones en verano. Sus aguas son poco profundas